# Casa Puigsec i Masferrer
La Casa Puigsec i Masferrer és una obra amb elements eclèctics i historicistes de Vic (Osona) protegida com a Bé Cultural d'Interès Local.

## Descripció
Casal al centre del nucli antic, davant del temple romà. L'edifici consta d'una planta baixa, dos pisos i golfes, amb un cos més elevat en una angle, en forma de torre. Té també un jardí elevat.

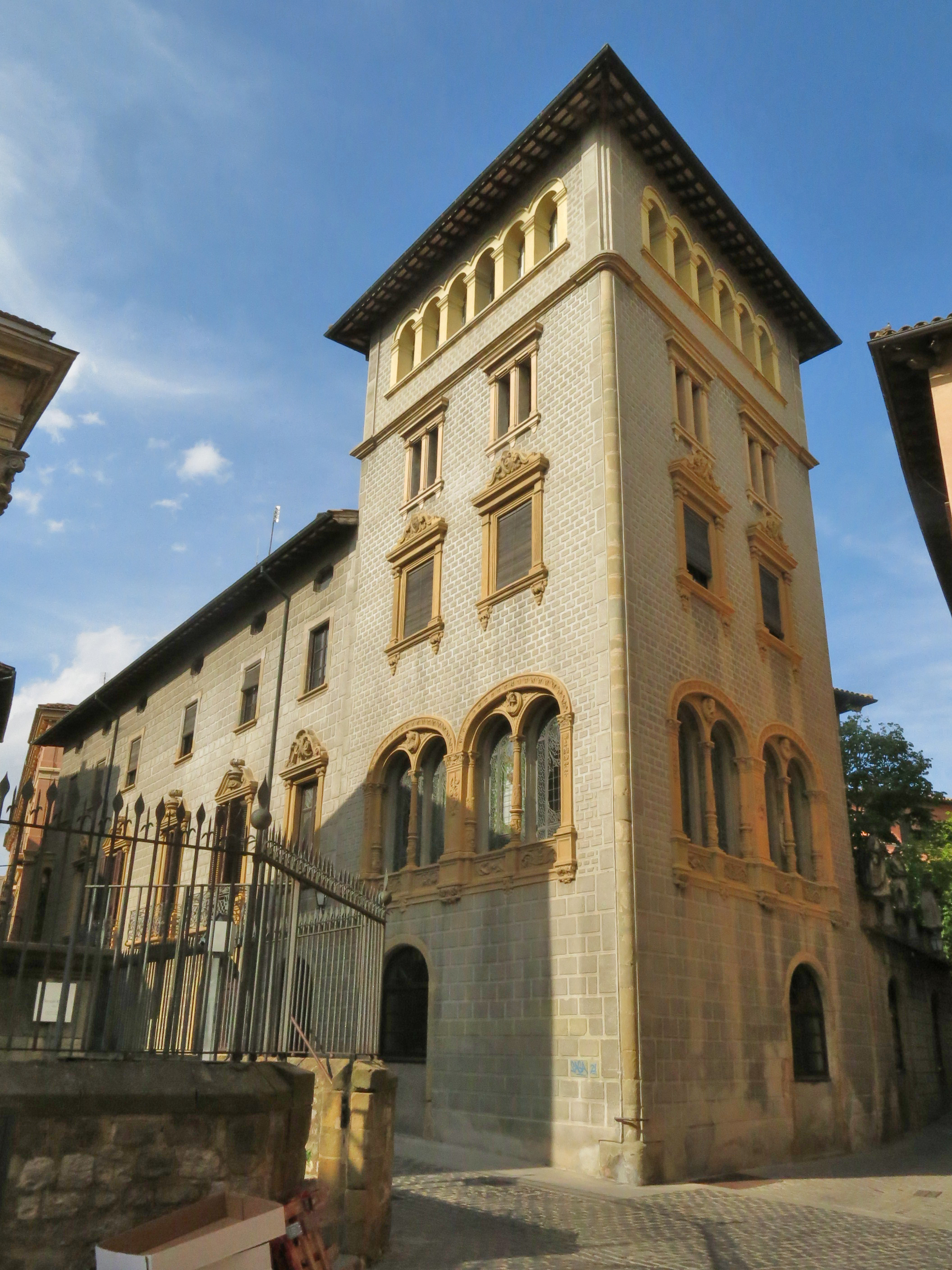
Façana posterior

La façana principal, de caràcter abarrocat i recoberta d'esgrafiats de caràcter classicista, és centreda per la portalada, d'arc rebaixat, amb una finestra a cada banda; al primer pis o pis principal, hi ha tres balcons amb frontó partit, situats sobre les tres obertures de la planta baixa; sempre seguint els eixos de simetria verticals, al segon pis s'obren tres finestres quadrangulars de dimensions més reduïdes, i a les golfes hi ha sengles obertures petites allargassades.
La façana posterior, també abarrocada i molt més llarga, presenta una alternança de portes i finestres a la planta baixa; al principal, balcons amb frontó partit i també alguna finestra; finestres quadrangulars petites a la tercera planta, i obertures petites allargassades a les golfes.
Adossada al costat dret d'aquesta façana trobem un cos elevat en forma de torre, de caràcter historicista. En el lateral, i entre aquesta torre i el costat de la façana principal, hi ha un jardí elevat a nivell de primer pis, on destaquen quatre estàtues de les estacions, símbols dels quatre germans Masferrer.

## Història
El 1860 s'hi fundà el Círculo Literario, primer nucli modern literariocultural de la ciutat de Vic.
El 1867 s'hi fundà l'Esbart de Vic, on destacà jacint Verdaguer.
Actualment, acull dependències municipals